# Jesu födelse

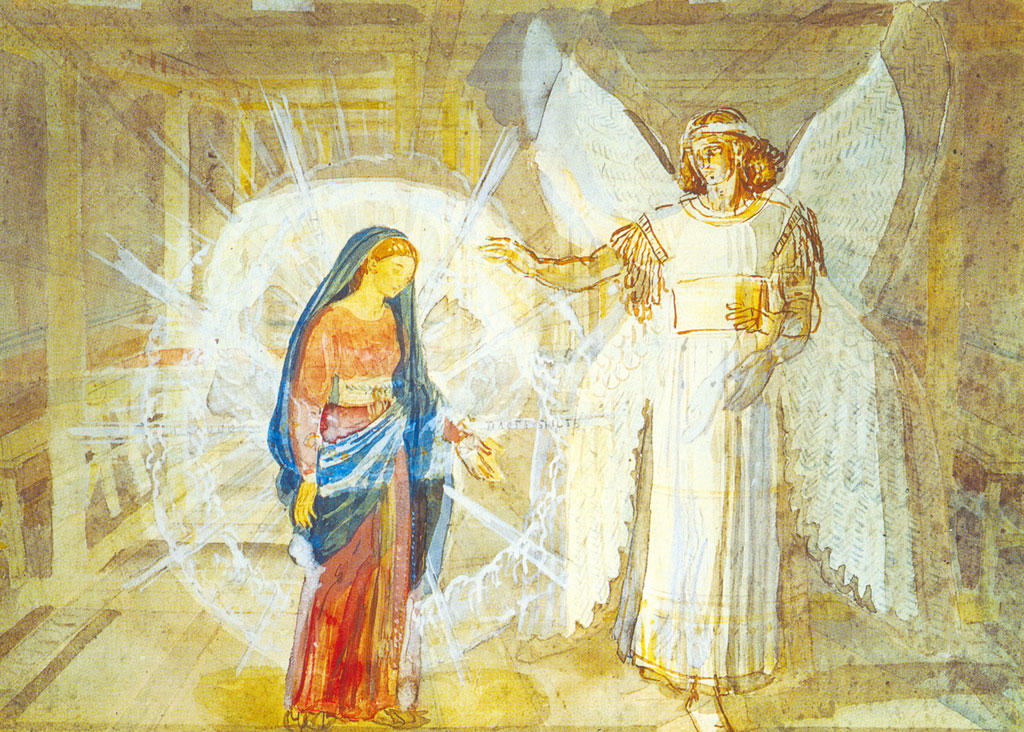
Ärkeängeln Gabriel överlämnar budskapet till Maria att hon ska föda Jesus. Läs vidare Bebådelsen. Målning (1824) av Aleksandr Andrejevitsj Ivanov.

Jesu födelse eller Kristi födelse (förkortat: Kr.f., latin: Anno dominicæ incarnationis, A.D.I.) är utgångspunkten för den gregorianska kalendern som är den huvudsakliga kalendern hos de flesta länder och därmed den huvudsakliga tideräkningen. Händelsen utgår från Jesus från Nasarets födelse, vilket är ett event i har spelat en stor roll för kristendomen och andra religiösa rörelser där man tror på Jesus. Den firas som den kristna julen. Enligt kristen tradition är Jesus jungfrufödd, genom att Maria, Jesu mor blev havande av helig Ande (Lukasevangeliet 1:35). Även muslimer tror på Jesu jungfrufödelse, vilken omnämns i islams heliga skrift, Koranen.
Den västerländska tideräkningens standard för numrering av år bygger på ett tidigt medeltida försök att räkna åren från Jesu födelse. Det var munken Dionysius Exiguus i Rom som utvecklade systemet med att räkna årtalen efter Kristi födelse, som en del i hans arbete med att kunna datumbestämma påsken. Kristi födelse används som epok (utgångspunkt - år 1) för den internationella tideräkningen över hela världen, härrörande den julianska och gregorianska kalendern.